# SUNY Oswego, New York
SUNY Oswego, New York (енгл. SUNY Oswego) насељено је место без административног статуса у америчкој савезној држави Њујорк.

## Демографија
По попису из 2010. године број становника је 3.676.
| Група             | 2000.    | 2010.         |
| Белци             | 0 (0,0%) | 3.038 (82,6%) |
| Афроамериканци    | 0 (0,0%) | 221 (6,0%)    |
| Азијати           | 0 (0,0%) | 121 (3,3%)    |
| Хиспаноамериканци | 0 (0,0%) | 245 (6,7%)    |
| Укупно            | 0        | 3.676         |